# Архиепархия Масеру
Архиепархия Масеру (лат. Archidioecesis Maseruena) — архиепархия Римско-Католической церкви с центром в городе Масеру, Лесото. В митрополию Масеру входят епархии Лерибе, Мохалес-Хука, Цгачас-Нека. Кафедральным собором архиепархии Масеру является церковь Пресвятой Девы Марии.

## История
8 мая 1894 года Святой Престол учредил апостольскую префектуру Басутоленда, выделив её из Апостольский викариат Кимберли в Оранжевой Республике (сегодня — Епархия Кимберли).
18 февраля 1909 года Римский папа Пий X выпустил бреве Ex hac beati Petri, которой преобразовал апостольскую префектуру Басутоленда в апостольский викариат. В этот же день апостольский викариат Басутоленда вошёл в митрополию Блумфонтейна.
11 января 1951 года Римский папа Пий XII выпустил буллу Suprema Nobis, которой преобразовал апостольский викариат Басутоленда в епархию Масеру.
11 декабря 1952 года епархия Масеру передала часть своей территории для возведения новой епархии Лерибе.
3 января 1961 года Римский папа Иоанн XXIII выпустил буллу Etsi priores, которой возвёл епархию Масеру в ранг архиепархии. В этот же день епархия Масеру передала часть своей территории для возведения новой епархии Цгачас-Нека.
10 ноября 1977 года из архиепархии Масеру выделилась новая епархия Мохалес-Хука.

## Ординарии архиепархии
- епископ Jules-Joseph Cénez (1895 — 24.05.1930);
- епископ Joseph Bonhomme (25.04.1933 — 8.03.1947);
- епископ Joseph Delphis Des Rosiers (11.03.1948 — 3.01.1961) — назначен епископом Цгачаснеке;
- архиепископ Emanuel Mabathoama (3.01.1961 — 29.09.1966);
- архиепископ Alfonso Liguori Morapeli (13.04.1967 — 17.05.1989);
- архиепископ Bernard Mohlalisi (11.06.1990 — 30.06.2009);
- архиепископ Gerard Tlali Lerotholi (30.06.2009 — по настоящее время).

## Источник
- Annuario Pontificio, Libreria Editrice Vaticana, Città del Vaticano, 2003, ISBN 88-209-7422-3
- Бреве Ex hac beati Petri Архивная копия от 14 июня 2010 на Wayback Machine, AAS 1 (1909), стр. 271  (лат.)
- Булла Suprema Nobis Архивная копия от 3 марта 2016 на Wayback Machine, AAS 43 (1951), стр. 257  (лат.)
- Булла Etsi priores' Архивная копия от 7 октября 2013 на Wayback Machine, AAS 53 (1961), стр. 544  (лат.)